# Greg Cohen

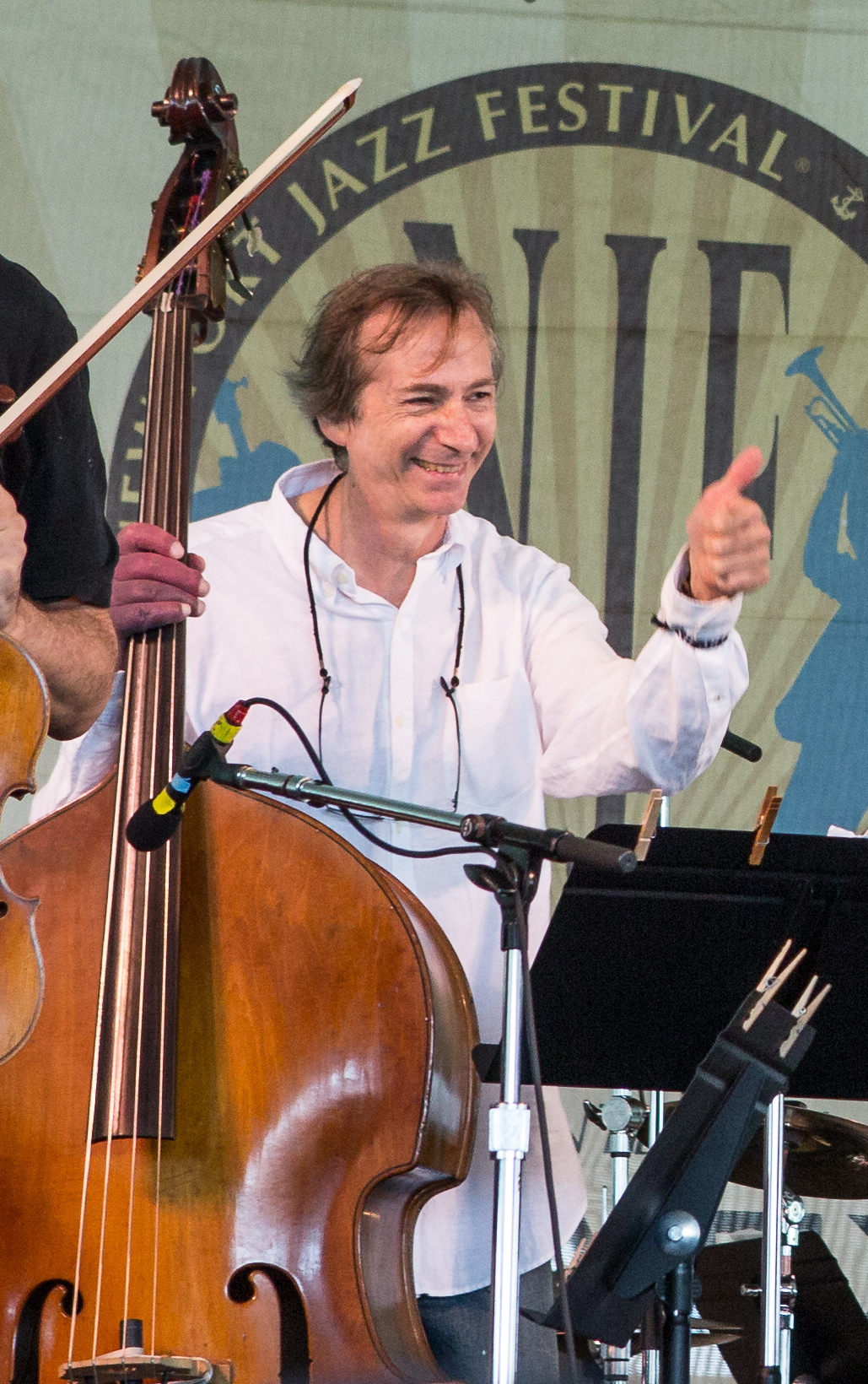
Greg Cohen (2014)

Greg Cohen (* 13. Juli 1953 in Los Angeles) ist ein US-amerikanischer Jazz-Bassist.

## Leben und Wirken
Cohen wuchs in Los Angeles auf; gemeinsam mit seinem Bruder Danny Cohen spielte er zunächst in am Surfsound orientierten Garagenbands. In der High School begann er sich für Jazz und andere Genres zu interessieren. Er wurde zunächst durch sein Wirken in der Band von Tom Waits bekannt, in der er seit 1978 spielte (und bis in die frühen 1990er Jahre blieb). Daneben spielte er an der Westküste mit Victor Feldman, Conte Candoli, Teddy Edwards, Billy Higgins und Jack Sheldon. 1984 zog er nach New York City, wo er an zahlreichen Projekten des New Yorker Saxophonisten und Bandleaders John Zorn, wie in dessen Masada-Quartett oder den Masada Chamber Ensembles, beteiligt war; er spielte aber auch in Dave Douglas Charme of the Night Sky. Seit 1996 ist er auch mit eigenen Gruppen hervorgetreten und begab sich dabei mit präzisen Arrangements „ins Fahrwasser von Duke Ellington“ (Wolf Kampmann).
In den letzten Jahren ging er mit Ornette Coleman auf Tournee und wirkte an dessen Album Sound Grammar mit. Daneben betätigte er sich auf dem Feld des Traditional Jazz, arbeitete mit Musikern wie Ken Peplowski, Kenny Davern sowie dem Filmregisseur und Klarinettisten Woody Allen. Er war regelmäßiges Mitglied von Woody Allen and his New Orleans Jazz Band und erscheint in dem Dokumentarfilm Wild Man Blues unter der Regie von Barbara Kopple, der die Europatour der Band im Jahr 1996 dokumentiert. Er wirkte auch an dessen Album The Bunk Project (1993) und dem Soundtrack-Album von Wild Man Blues (1997) mit.
Des Weiteren spielte Cohen mit David Byrne, Sanda Weigl und Elvis Costello. Er produzierte und arrangierte für Marisa Monte, David Byrne, Holly Cole, Dagmar Krause, David Sanborn, Tom Waits und Gal Costa. Ferner arrangierte er die Filmmusik für Ed Wood und Fried Green Tomatoes. Im Rahmen des Charles-Mingus-Projektes Weird Nightmare: Meditations on Mingus arbeitete er 1992 mit Bill Frisell, Art Baron, Don Alias und Don Byron zusammen. In Robert Altmans Film Short Cuts gehörte er zum Low Note Quintet, das Annie Ross begleitete.
Cohen war an Aufnahmen von Keith Richards und Charlie Watts, von Lou Reed und von Laurie Anderson beteiligt. Weiterhin arbeitete er mit so unterschiedlichen Künstlern wie Susana Baca, Gal Costa, Willie Nelson, Bill Frisell, Norah Jones, Tricky, Joey Baron, Donovan, Crystal Gayle, Bob Dylan, Alan Watts, Lee Konitz, Richie Havens, Dino Saluzzi, Odetta und Danny Barker.
Im August/September 2006 war er künstlerischer Leiter des Festivals Century of Song im Rahmen der RuhrTriennale. Dabei lud er Songwriter und Künstler wie David Byrne, Holly Cole und Laurie Anderson ein.
Seit 2009 lehrt Cohen als Fachbereichsleiter Bass am Jazz-Institut Berlin. Er lebt in Berlin.

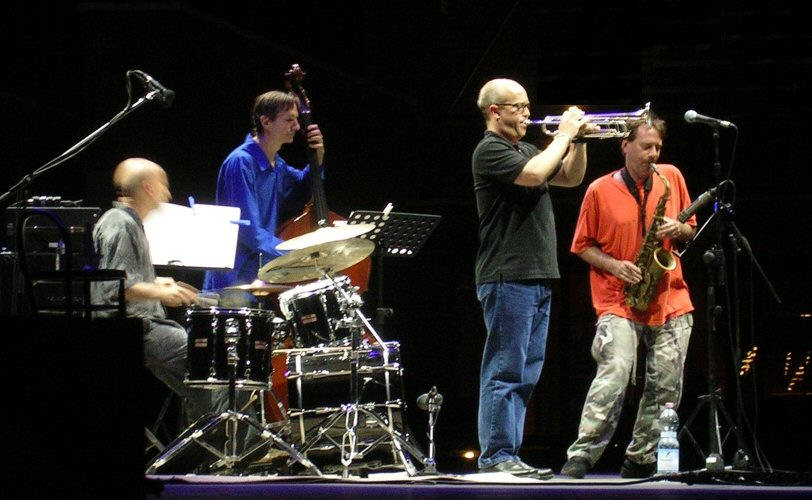
Greg Cohen (2005) mit dem Masada-Quartett: Joey Baron, Cohen, Dave Douglas, John Zorn

## Diskographische Hinweise
- Way Low (DIW, 1996)
- Moment to Moment (DIW, 1998)
- Golden State (Relative Pitch Records LLC, 2013)

Mit Kenny Davern und Ken Peplowski
- The Jazz KENnection (Arbors Records)

Mit Dave Douglas
- Charms of the Night Sky

## Dokumentarfilm - Wild Man Blues
Greg Cohen wirkte im Dokumentarfilm Wild Man Blues mit, der unter der Regie von Barbara Kopple entstanden ist. Der Film zeigt Auftritte von Woody Allens New Orleans Jazz Band auf der Europatournee 1996. Die Band spielte in der Besetzung Dan Barrett (Posaune), Simon Wettenhall (Trompete), John Gill (Schlagzeug, Gesang), Greg Cohen (Bass), Cynthia Sayer (Piano), Eddy Davis (Bandleader und Banjo) und Woody Allen (Klarinette).